# Hölder
Hölder je priimek več znanih oseb:
- Egon Hölder (1927—2007), nemški državni uradnik.
- Ernst Hölder (1901—1990), nemški matematik.
- Julius Hölder (1819—1887), nemški pravnik in politik.
- Otto Ludwig Hölder (1859—1937), nemški matematik.